# San Esteban (Cantabria)
San Esteban es una de las doce localidades que forman el municipio de Reocín, en la comunidad autónoma de Cantabria (España). Se ubica en la zona norte del municipio, a 4 km de Puente San Miguel, capital del municipio. Se encuentra sobre un collado, a 125 m s. n. m. En 2008 tenía 99 habitantes (INE). De la arquitectura de este lugar destacan la ermita de San Esteban, que data del siglo XVI y la llamada «Casa en el Mijar», del siglo XVII.
- Datos: Q5654244